# Fort Willem II
Fort Willem II is een Indonesisch fort gelegen in de stad Ungaran in regentschap Semarang. Het herbouwde fort dateert uit 1786.
Sinds de onafhankelijkheid van Indonesië, heeft het fort een militaire bestemming. Van 1950 tot 2006 was het in gebruik door families van de lokale politie. Het fort kan sinds 2012 bezocht worden.